# Teresa Edwards
Teresa Edwards (nacida el 19 de julio de 1964 en Cairo, Georgia) es una jugadora y entrenadora de baloncesto estadounidense con un gran palmarés con Estados Unidos, en la que atesora ocho medallas entre mundiales y Juegos Olímpicos. Participó en cinco Juegos Olímpicos consecutivos, obteniendo 4 medallas de oro y una de bronce.